# Typ 62
Typ 62 – chiński czołg lekki opracowany na początku lat 60. XX wieku na podstawie czołgu podstawowego Typ 59. Pojazd wyposażony jest w armatę kalibru 85 mm. 
Czołgi Typ 62 były wykorzystywane podczas wojny wietnamskiej oraz wojny chińsko-wietnamskiej i do dziś pozostają w służbie Chińskiej Armii Ludowo-Wyzwoleńczej oraz w kilku innych armiach świata.